# Regatul Irlandei
Regatul Irlandei (engleză Kingdom of Ireland, irlandeză Ríocht na hÉireann) a fost numele statului irlandez începând cu 1542. Parlamentul Irlandei a consfințit astfel transformarea Senioriei Irlandei, înființată în 1171 în timpul Invaziei Normande a Irlandei, în regat. Regele Angliei, Henric VIII a devenit astfel Rege al Irlandei. Regatul Irlandei și-a încetat existența în 1801 când s-a unit cu Regatul Marii Britanii pentru a forma Regatul Unit al Marii Britanii și al Irlandei.